# Ligne de tramway M (SNCV Groupe de Louvain)
 (janvier 2022).
Pour les articles homonymes, voir Ligne H.
Ne doit pas être confondu avec Ligne de tramway H (Bruxelles, Humbeek) ou Ligne de tramway H (Bruxelles, Place Rouppe).
La ligne M est une ancienne ligne du tramway vicinal de Bruxelles de la Société nationale des chemins de fer vicinaux (SNCV) qui reliait Bruxelles à Haecht.

## Histoire
Capital 32.
Entre 1944 et 1953, la voie est doublée entre la station d'Evere et le passage supérieur de la ligne ferroviaire 26, les deux voies d'évitement à la station d'Evere sont démontées, les terrains ainsi libérés vont être construits. À la même époque, profitant de l'élargissement des deux passages supérieurs des lignes 26 et 36 à Diegem/Haren, la voie y est doublée.
1er juin 1957 : suppression  de la section Keerbergen - Malines (service M).
31 mai 1958 : suppression de la section Haecht - Keerbergen (service K).
16 avril 1960 : suppression.